# 普拉斯多夫
普拉斯多夫（德語：Prasdorf）是德国石勒苏益格－荷尔斯泰因州的一个市镇。总面积4.77平方公里，总人口465人，其中男性234人，女性231人（2011年12月31日），人口密度97人/平方公里。